# Alto Paraguai
Alto Paraguai este un oraș în statul Mato Grosso (MT), Brazilia.